# توماس كينيدي (سياسي أمريكي)
توماس كينيدي (بالإنجليزية: Thomas Kennedy)‏ هو سياسي أمريكي، ولد في 1776، وتوفي في 1832. انتخب عضو مجلس النواب لولاية ماريلند.